# Dorf an der Pram
Dorf an der Pram település Ausztriában, Felső-Ausztria tartományban, a Schärdingi járásban, területe 13 km².

## Fekvése
Tengerszint feletti magassága 395 méter. Dorf an der Pram Riedau, Kallham, Wendling, Pram és Taiskirchen im Innkreis településekkel határos.

## Népesség
Lakosainak száma 1039 fő (2018. január 1.).